# فرودگاه سنت ماتیس
فرودگاه سنت ماتیس (به انگلیسی: Saint-Mathias Aerodrome) یک فرودگاه همگانی است که یک باند فرود شن و چمن دارد و طول باند آن ۶۱۰ متر است. این فرودگاه در کشور کانادا قرار دارد و در ارتفاع ۱۵ متری از سطح دریا واقع شده است.